# 439

## Události
- 19. října – Vandalové, vedeni králem Geiserichem dobyli Kartágo.[1]

## Narození
- ? – Sáva Posvěcený, křesťanský poustevník, kněz a světec († 5. prosince 532)

## Hlavy států
- Papež – Sixtus III. (432–440)
- Východořímská říše – Theodosius II. (408–450)
- Západořímská říše – Valentinianus III. (425–455)
- Franská říše – Clodio (428–448)
- Perská říše – Bahrám V. (421–439) » Jazdkart II. (439–457)
- Vizigóti – Theodorich I. (419–451)
- Vandalové – Geiserich (428–477)
- Hunové – Attila (435–453)